# Vadaskert
A vadaskert szónak több jelentése is van:
- Eredeti jelentése a vadászterületnek gímszarvas, dámszarvas, muflon, valamint vaddisznó tartása, tenyésztése, vadászata céljából, arra alkalmas vadászati rendeltetésű kerítéssel elzárt része.[1]
- Ma már az állatkert megnevezésére is használják.
- A Somogy vármegyei Nagyberki egyik településrészét szintén Vadaskertnek hívják.

## Történetük
A magyarországi vadaskertek múltja a középkorba nyúlik vissza, de általában hiányoznak azok az időtálló emlékőrzők, amelyek alapján részletes és pontos képet kaphatnánk a vadaskertek kialakulásáról. A településnévként elterjedt „vadkert” szó (pl. Soltvadkert, Érsekvadkert) alapján sem bizonyítható egyértelműen, hogy ott valaha ténylegesen vadaskert volt-e vagy sem.
Az első határozott utalás írásos emlékeink között vadaskertekre a XIII. század első feléből származik. Az 1238-ban kelt oklevél a Vas vármegyei Zsédenypusztának Obulgán fiai részére történő odaítélésével kapcsolatban határjárást tartalmaz, benne „…ad hortum bestiarum” megjelöléssel. A zólyomi vadaskert meglétére IV. Béla és IV. László több oklevele is hivatkozik. I. Lajos király idejéből már több vadaskert meglétére is találunk utalásokat a feljegyzésekben. Mindamellett a XV. század két jelentős uralkodója, Luxemburgi Zsigmond és I. Mátyás tekinthető a középkor két legjelentősebb vadaskert-építő királyának. Zsigmond idejére datálható a budai vár oldalában, valamint Tatán kialakított vadaskert építése. Mátyás vadaskertjei már a reneszánsz ízlésvilágnak megfelelően nemcsak a vadászatot, hanem a pihenést, gyönyörködtetést is szolgálták. Csőre Pál feltevése szerint erre az időszakra tehető az dámszarvas magyarországi megtelepítése is, természetesen vadaskertekbe. Az egyik legnevezetesebb vadaskertje a korszaknak a Buda-Nyéki, a mai Hidegkúti út (Budapest) táján lehetett. Erre utalnak írásos emlékek mellett az 1930-as években feltárt falmaradványok is. Mátyás által kedvelt vadaskertek helyezkedtek el Pilismarót és Pusztapalota térségében is. Utódai, II. Ulászló és II. Lajos is többször megfordultak a Buda környéki vadaskertekben, Nyéken és Csepelen. 
Érdekes felfigyelni arra a tényre, hogy a szigeteket előszeretettel használtak fel vadaskertek céljaira. Csepel szigetét is egyetlen nagy vadaskertnek tekintették, de a Margit-sziget korábbi neve (Nyulak szigete) is utal a vadászati célú hasznosításra. A vadaskertek másik típusa a várkert volt, kisebb kiterjedéssel. Külföldön ilyen vadaskert volt a prágai Hradzsin, vagy a Köln melletti Elankenberg vadaskertje. Magyarországon a budai vároldal vadaskertje mellett Gömörben, Ungváron, a vár alatt, illetve a vároldalban volt ilyen rendszerű vadaskert.
A mohácsi vészt követő török hódoltság az ország középső részén a vadaskertek pusztulását okozta. A hódoltsággal nem érintett nyugati országrészben a sárvári, a fraknói, a somlyói, a kismartoni és a csáktornyai épségben maradt. A Felvidéken létezik ebben a korban a füzéri vár vadaskertje, a Zay-család tulajdonában lévő zayugróci kert, a nagy múltra visszatekintő véglesi kert Zólyom vármegyében, a Hont vármegyei bajtai, a Trencsén vármegyei kaszai és hernádcsányi vadaskert. A feljegyzésekből tudjuk, hogy Munkács várának vadaskertjében, 1627-ben 87 szarvas élt. Erdélyben (talán a töröktől való függés következtében) kevesebb vadaskertről van fennmaradt adatunk. Ismertek ebből a korból a gyalui vár, valamint Fogaras vadaskertje. Érdekessége ennek a kornak a várak, kastélyok, udvarházak mellett tartott szelíd darvak és szelíd hódok mennyisége is.
A magyar vadaskertek első igazi fénykora a XVIII-XIX. századra tehető. Az 1700-as években kialakuló nagybirtokok a vadászati kultúra fejlődésének is megfelelő táptalajul szolgálhattak. A nagybirtokok központjául szolgáló kastélyok köré épített parkok-kertek elengedhetetlen alkotóeleme volt a hozzá tartozó vadas is. Előtérbe került a vadaskertek szórakozást, a XIX. századtól kezdődően vadtelepítést szolgáló szerepe is. Természetesen nem volt elhanyagolható a vadászati célú hasznosítás sem, mint arról számos utazó leírása is tanúskodik. Ezen leírásokból ismerjük meg a vadaskertekben tartott vadfajokat, sokszor inkább csak gyönyörködtetésre szánt olyan fajokkal, mint a gyöngytyúk, indiai darvak, pávák, afrikai ludak stb.
A vadaskerteknek egyes esetekben az is céljuk volt, hogy megakadályozzák erdő- és mezőgazdasági vadkárok kialakulását. II. József 1786-ban kiadott vadászati rendtartása kimondta, hogy a vaddisznót csak elzárt, kitörés ellen jól védett vadaskertben szabad tartani. Az ilyen kerten kívül talált vaddisznót bárki szabadon elejthette.
A XIX. század folyamán a vadaskertek fontos szerepet játszottak a vadtelepítésekben. Nem csak a külhoni vadfajok (pl. az muflon) telepítésében nőtt meg a szerepük, de a gímszarvas elterjedésében is. A hegyvidékek szarvassal történő benépesítése szoktatókertek alkalmazásával történt meg. Itt téli időszakban a szarvas elegendő takarmányhoz jutott, védve volt a ragadozóktól.
A vadaskert-kultusz Magyarországon az 1880-1920 közötti években érte el csúcspontját. Csőre Pál szerint ebben az időszakban mintegy 235 vadaskert és 97 ismert fácános működött a történelmi Magyarországon.
Az első világháborút követően a vadaskertek kultusza számottevően csökkent, sok vadaskert kerítése tönkrement, a vadállomány elszéledt, illetve az illegális kilövések miatt megsemmisült. Ez a tendencia fokozottan igaz volt a második világháborút közvetlenül követő évekre. A vadaskertek újabb fénykora a ’90-es években kezdődött, ezt a ’70-es években kezdődött új vadaskert-kialakítások alapozták meg. A ’80-as években jelentek meg hazánkban a vad egyéb célú zárttéri tartásformái (dámos és gímszarvas-farmok), a rendszerváltást követően a vadaskertek száma is jelentősen növekedett.

## Szerepük napjainkban
A nagyvad zárttéri tartása jelenleg a vadgazdálkodás legdinamikusabban fejlődő válfaja hazánkban. A rendelkezésre álló statisztikai adatok szerint a 2000-es évek elején a gímszarvas-állomány 6,5%-a, a dámszarvas-állomány 26,8%-a, a muflon-állomány 25,3%-a, a vaddisznó-állomány 17,9%-a a tavaszi állománybecslés szerint már vadaskertben fordul elő. A képet még árnyalja az a tény, hogy a vaddisznó esetében a tavasz végén meginduló szabadterületi befogásokkal a vadaskerti állomány nagysága a téli vadászatokig mindenképpen növekszik. 
A törvény megkülönböztet vadaskerteket és vadasparkokat: a vadaskertek a gímszarvas, dámszarvas, a vaddisznó és az európai muflon tartása, tenyésztése és vadászata céljából létesített bekerített területek, míg a vadasparkok kutatási, oktatási és bemutatási célokat szolgálnak, itt vadászatot folytatni csak a vadászati hatóság külön engedélyével szabad. Ugyancsak kimondja a törvény, hogy a vadaskertben, vadasparkban tartott vad – a vadaspark fenntartójával kötött eltérő megállapodás hiányában – a vadászatra jogosult tulajdonában van (míg a szabadterületen élő vad az állam tulajdona hazánkban). 
A rendelkezések szerint a vadaskertekben, vadasparkokban nem kell tekintettel lenni az élőhely vadeltartó képességére. Ez a gyakorlatban azt jelenti, hogy a vadaskertben jóval magasabb állománysűrűséget találunk, mint a szabadterületen. A vadaskertekben az egyes vadfajokra vonatkozó vadászati idényektől is el lehet térni a vadászati hatóságnak történt előzetes bejelentés után, a vad szaporodására vonatkozó etikai szabályok megtartása mellett. A törvény végrehajtását szabályozó miniszteri rendelet kimondja, hogy vadászati célú vadaskert vadászatra szolgáló részének vaddisznó és muflon esetében 200 ha-t, más nagyvadfajok esetében az 500 ha területnagyságot el kell érnie.
Magyarországon legelterjedtebbek a vaddisznóskertek, illetve az olyan vadaskertek, ahol több nagyvadfaj egyidejű tartása mellett a vaddisznó számít a fő vadfajnak. Megfigyelhető tendencia a vaddisznó zárttéri tartásában az intenzívebb tartásformák terjedése. Mind a régebben üzemelő kertek átalakításával, mind újonnan létesülő kertek esetén gyakoribbak a nagyobb árbevételt eredményező kanöregbítő kertek, azaz a kanok több évig tartó tartása, mely a terítéken magasabb kan-arányt eredményez. Ez, valamint a napi akár 100 pld-t meghaladó terítéknagyság, nem feltétlenül emeli a vadászat-vadgazdálkodás társadalmi elfogadottságát, de a gazdasági kényszer tekintetében szükségszerűségnek fogható fel.